# Smith, Elder & Co.
Smith, Elder & Co. va ser una de les editorials britàniques més destacades per les obres que va publicar al segle xix.
Va ser fundada a Londres pels escocesos George Smith (1789–1846) i Alexander Elder (1790–1876) el 1816, primer com una papereria i llibreria. El 1819 van publicar un primer llibre, un recull de sermons i d'assajos del capellà anglicà John Morison: Sermons and Expositions on Interesting Portions of Scripture. Va continuar amb èxit sota George Murray Smith (1824–1901). Són molt coneguts per la primera edició del Dictionary of National Biography («Diccionari biogràfic nacional» DNB) o encara l'edició de Jane Eyre de Charlotte Brontë el 1847.
Va ser comprada per John Murray a principi de 1900. L'arxiu ara es conserva com a part de l'Arxiu John Murray a la Biblioteca Nacional d'Escòcia a Edimburg a Escòcia.